# Chiesa di Santa Maria Addolorata e San Giovanni Battista
La chiesa di Santa Maria Addolorata e San Giovanni Battista è la parrocchiale di Oppeano, in provincia e diocesi di Verona; fa parte del vicariato di Bovolone-Cerea.

## Storia
È probabile che la pieve di Oppeano sia sorta in epoca longobarda e che ad essa forse annesso un piccolo ospedale; tuttavia, la prima citazione che ne attesta la presenza risale all'anno 1145 ed è da ricercare in un documento di papa Eugenio III, la Piae postulatio voluntatis, in cui si parla della plebs Opedani cum capellis et decimis.

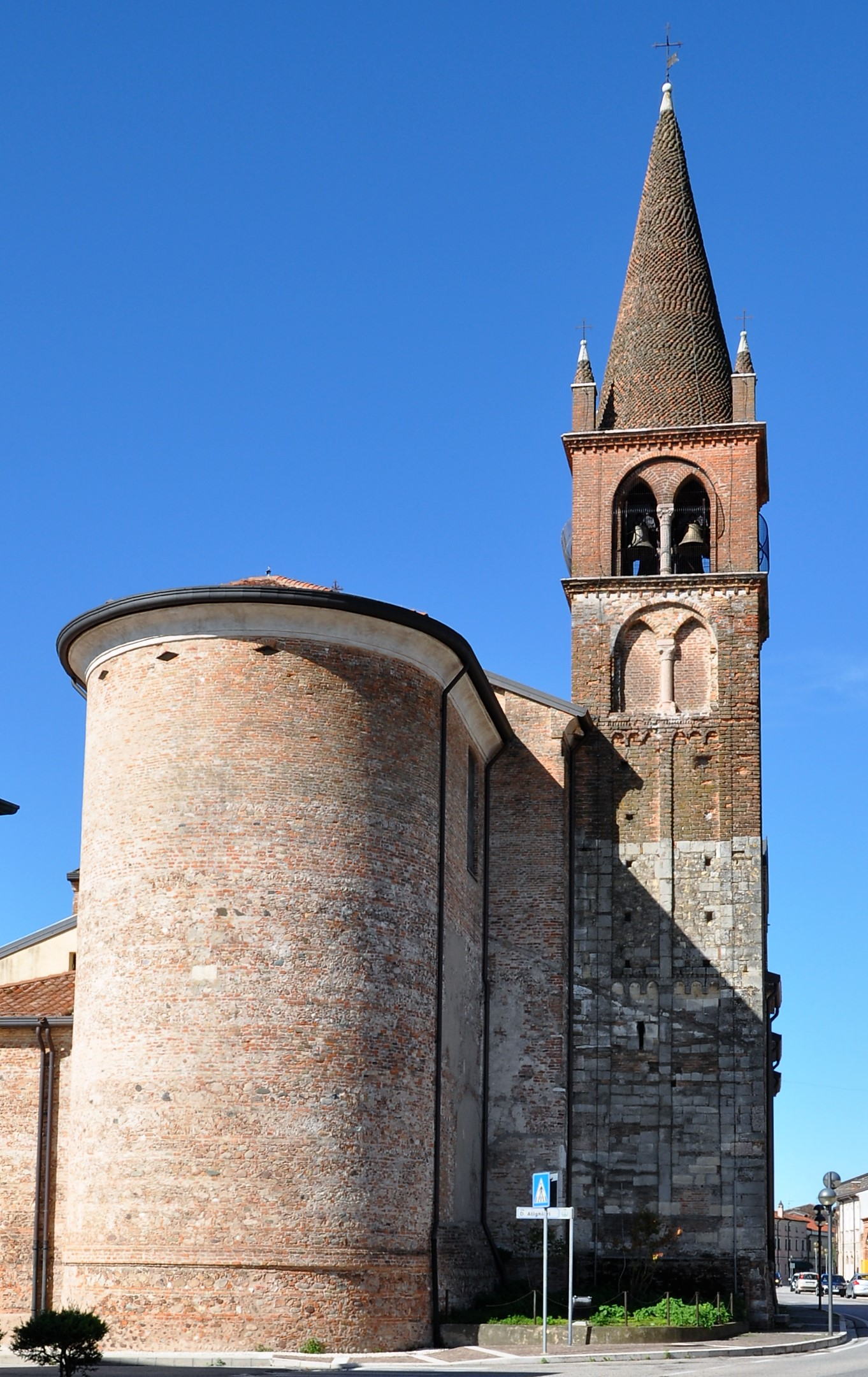
L'abside e il campanile.

La chiesa di Oppeano divenne parrocchiale nel 1460. I parroci oppeanesi venivano nominati dal pontefice tramite una bolla e ricoprivano il ruolo vicario foraneo e per questo la carica era davvero ambita.

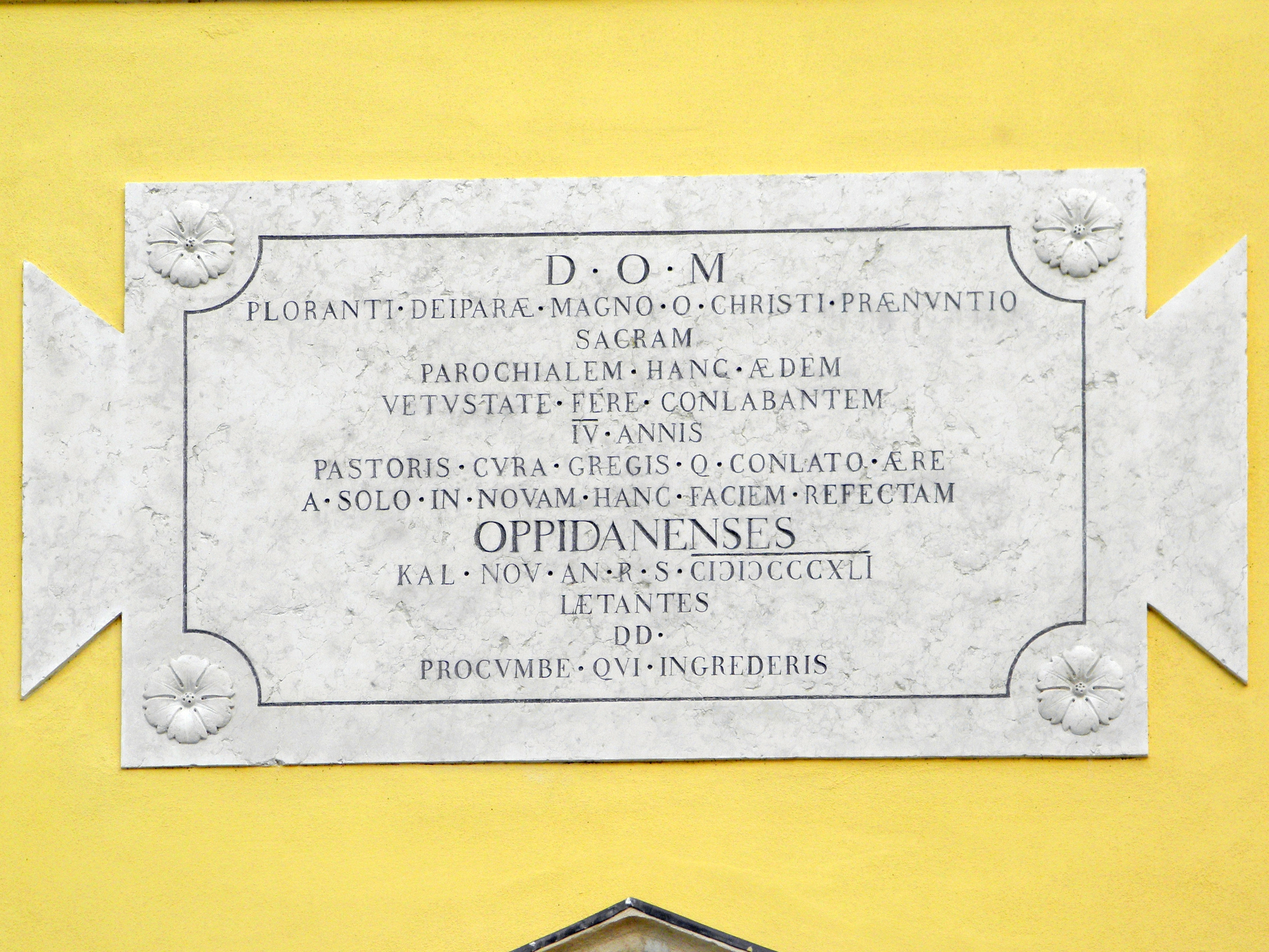
Targa posta sulla facciata

Nel 1461 il vescovo ausiliare di Verona Matteo, compiendo la sua visita pastorale, annotò che la chiesa aveva bisogno di una risistemazione ed esortò l'arciprete don Antonio da Lodi a farla restaurare.
Nel 1754 venne sopraelevata la copertura della chiesa.
La prima pietra dell'attuale parrocchiale venne posta nel 1836; l'edificio fu portato a termine nel 1841 ed aperta al culto il 1º novembre di quello stesso anno, come testimoniato da un'epigrafe in latino la cui traduzione è Questa chiesa parrocchiale, quasi crollante per la sua antichità, in quattro anni fu ricostruita in nuova forma e inaugurata il I novembre 1841.
Nel 1914 il campanile venne restaurato e rialzato.
Tra il 2011 e il 2012 la chiesa venne restaurata su progetto di Luca Faustini per quanto riguarda la facciata e il tetto.

## Descrizione

### Facciata

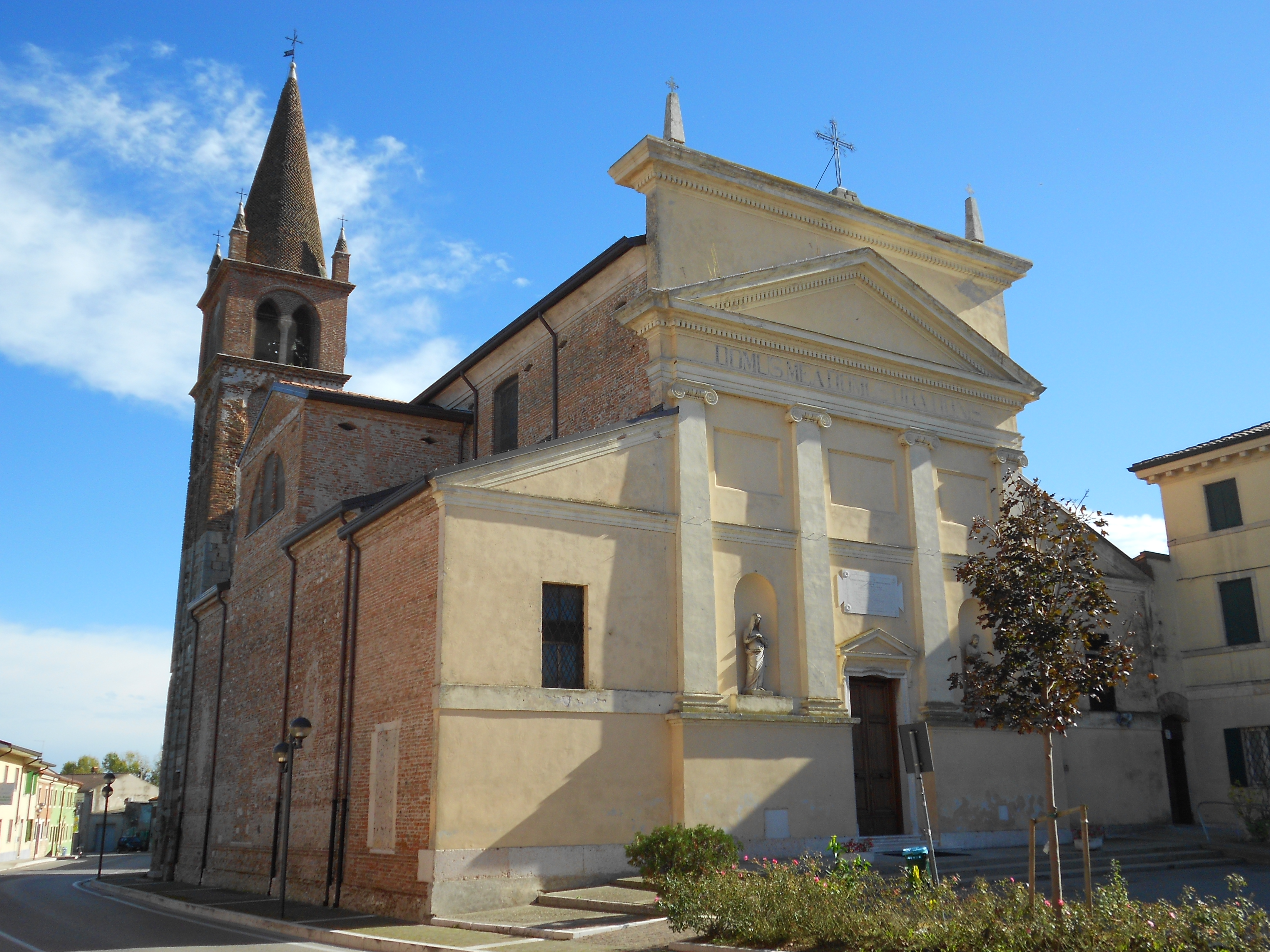
La chiesa vista da un'altra prospettiva

La facciata della chiesa guarda ad occidente ed è a salienti; la parte centrale, in cui si aprono due nicchie ospitanti le statue di San Giovanni Battista e della Vergine Addolorata realizzate da Salesio Pegrassi, è tripartita da quattro paraste di ordine ionico poggianti su alti basamenti e sorreggenti il timpano triangolare, sopra il quale è presente un attico.

### Interno
L'interno è a tre navate con transetto e consta di cinque campate; l'aula termina con il presbiterio quadrangolare rialzato di tre gradini, a sua volta chiuso dall'abside semicircolare. Il pavimento è costituito da lastre di marmo rosso di Verona alternate da lastre di marmo bianco; opere di pregio qui conservate sono l'affresco dell'abside ritraente il Battesimo di Gesù Cristo, eseguito dal pittore Giuseppe Resi nel 1947, e gli altari del transetto, dedicati al Santissimo e alla Beata Vergine Addolorata.